# ایشتوان باتوری

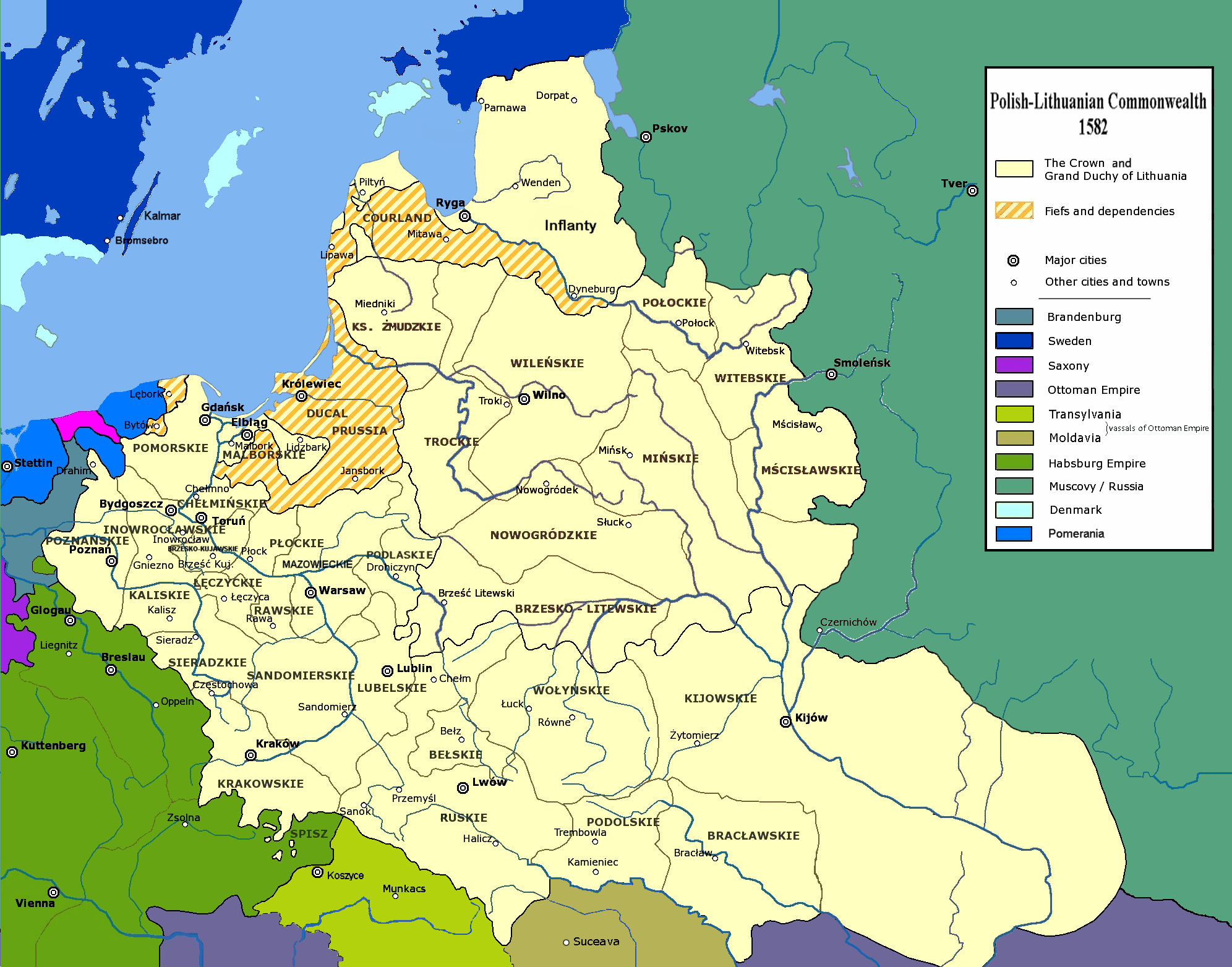
مشترک‌المنافع لهستان-لیتوانی در ۱۵۸۲

ایشتوان باتوری (به مجاری:Báthory István؛ لهستانی:Stefan Batory – زادهٔ ۲۷ سپتامبر ۱۵۳۳ – درگذشتهٔ ۱۲ دسامبر ۱۵۸۶) از اشراف مجارستان، پرنس ترانسیلوانی (‎۱۵۷۱–۱۵۸۶) و شاه لهستان (‎۱۵۷۶–۱۵۸۶) بود. از او به عنوان یکی از بهترین و برجسته‌ترین فرمانروایان مشترک‌المنافع لهستان-لیتوانی یاد می‌شود چراکه علیه توسعه طلبی روسیه در منطقه به پا خاست و در جنگ لیوونی، موفق شد روس‌ها را به مرزها و سرحدات خود عقب براند. باتوری همچنین در مرزهای جنوبی، پیمانی طبق اصول مسیحیت با روسیه امضاء کرد و در برابر عثمانی‌ها ایستادگی نمود.

## نگارخانه

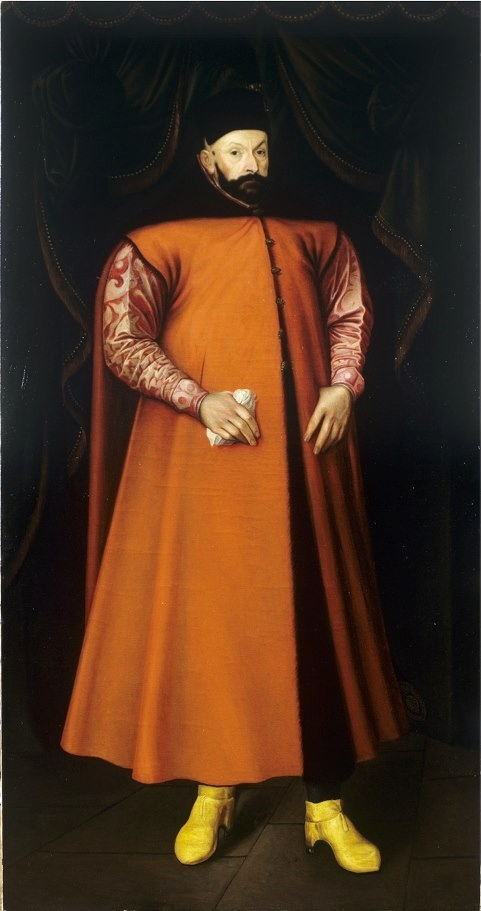
پرتره
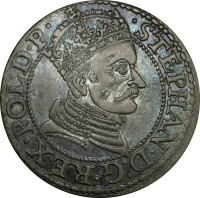
سکه
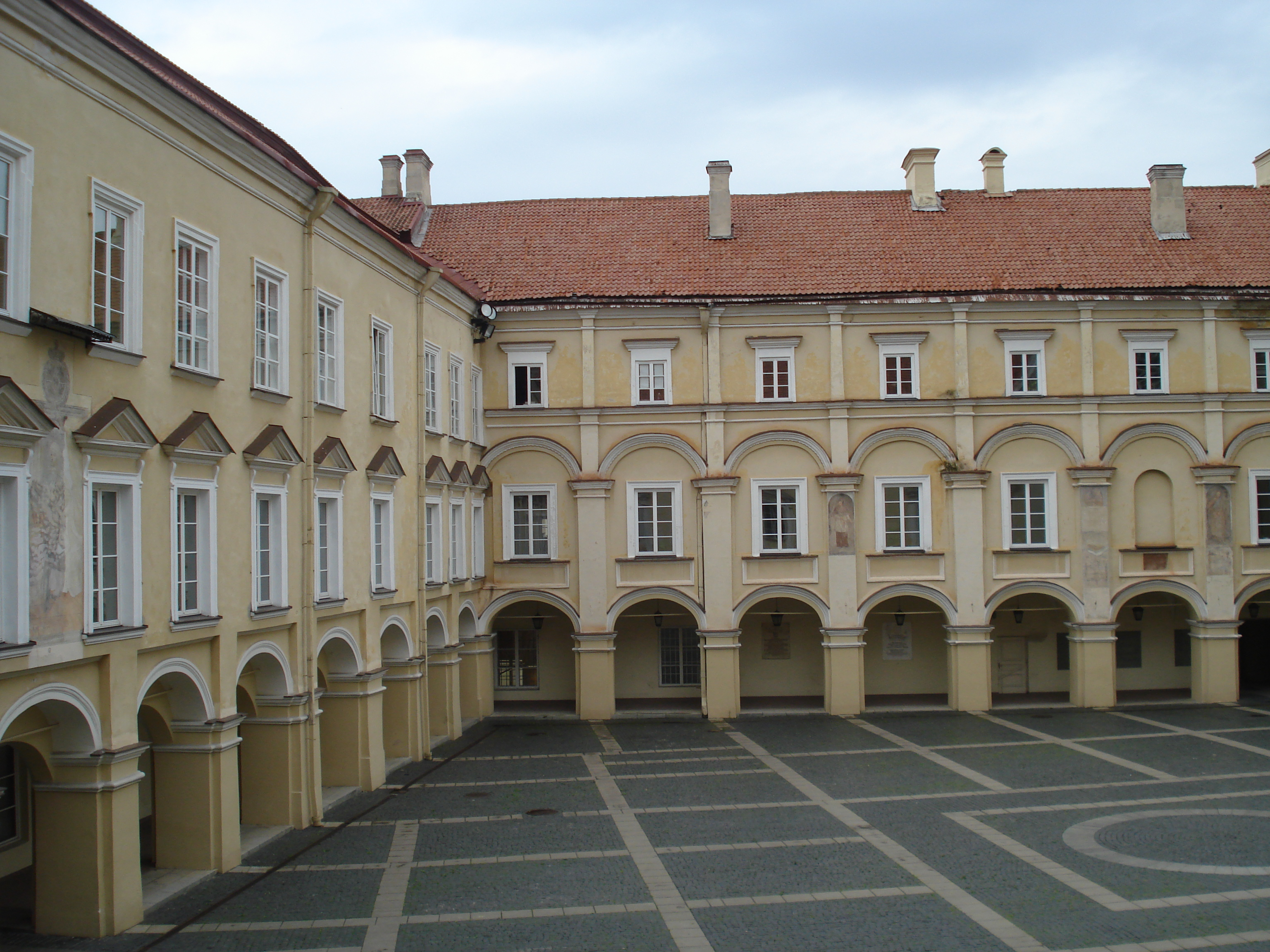
حیاط اصلی دانشگاه ویلنیوس، تاسیس ۱۵۷۹ توسط باتوری